# Schlesischer Löwenzahn
Der Schlesische Löwenzahn (Taraxacum parnassicum) ist eine Pflanzenart aus der Gattung Löwenzahn (Taraxacum) innerhalb der Familie der Korbblütler (Asteraceae).

## Beschreibung

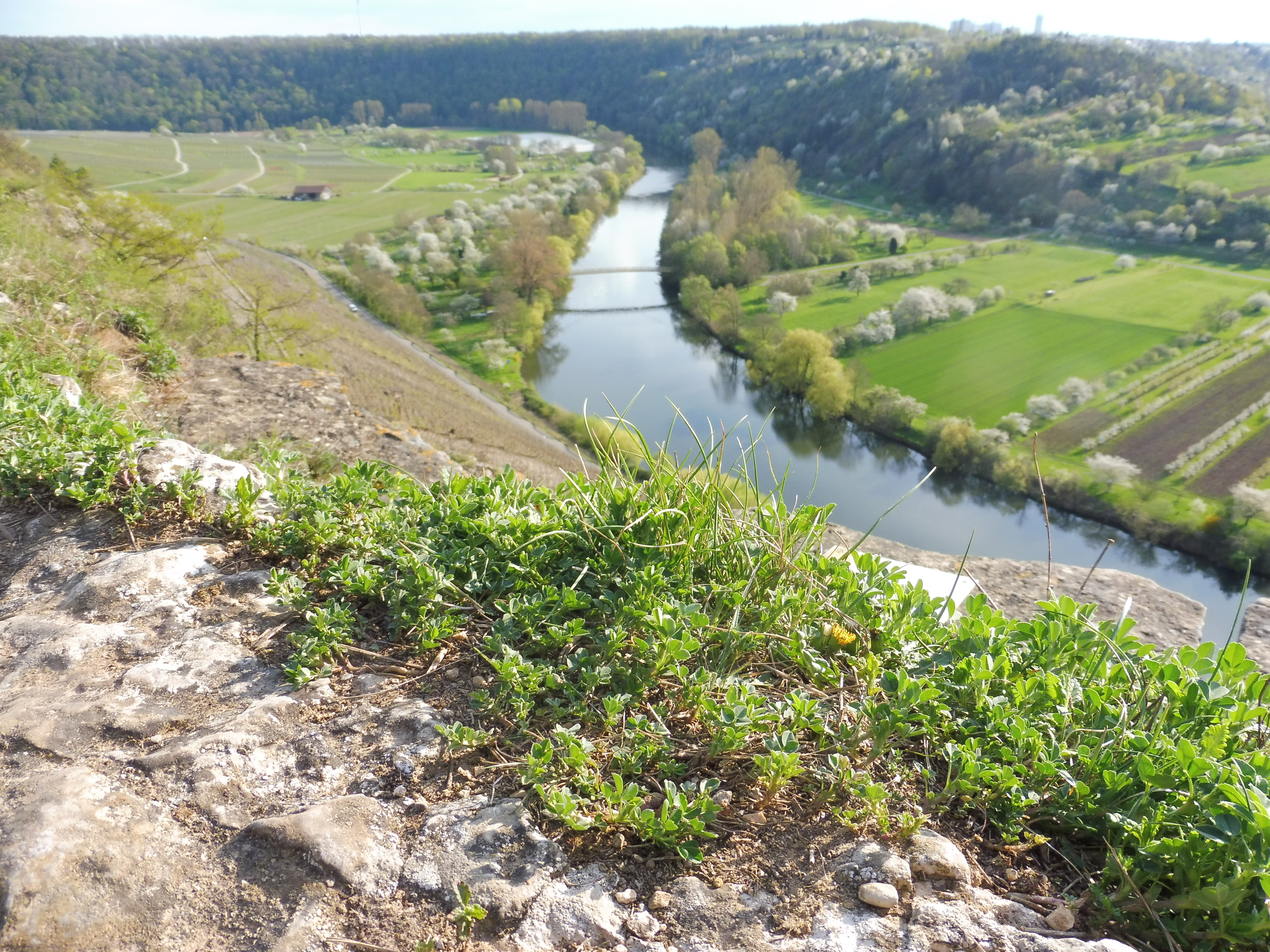
Habitus im Habitat

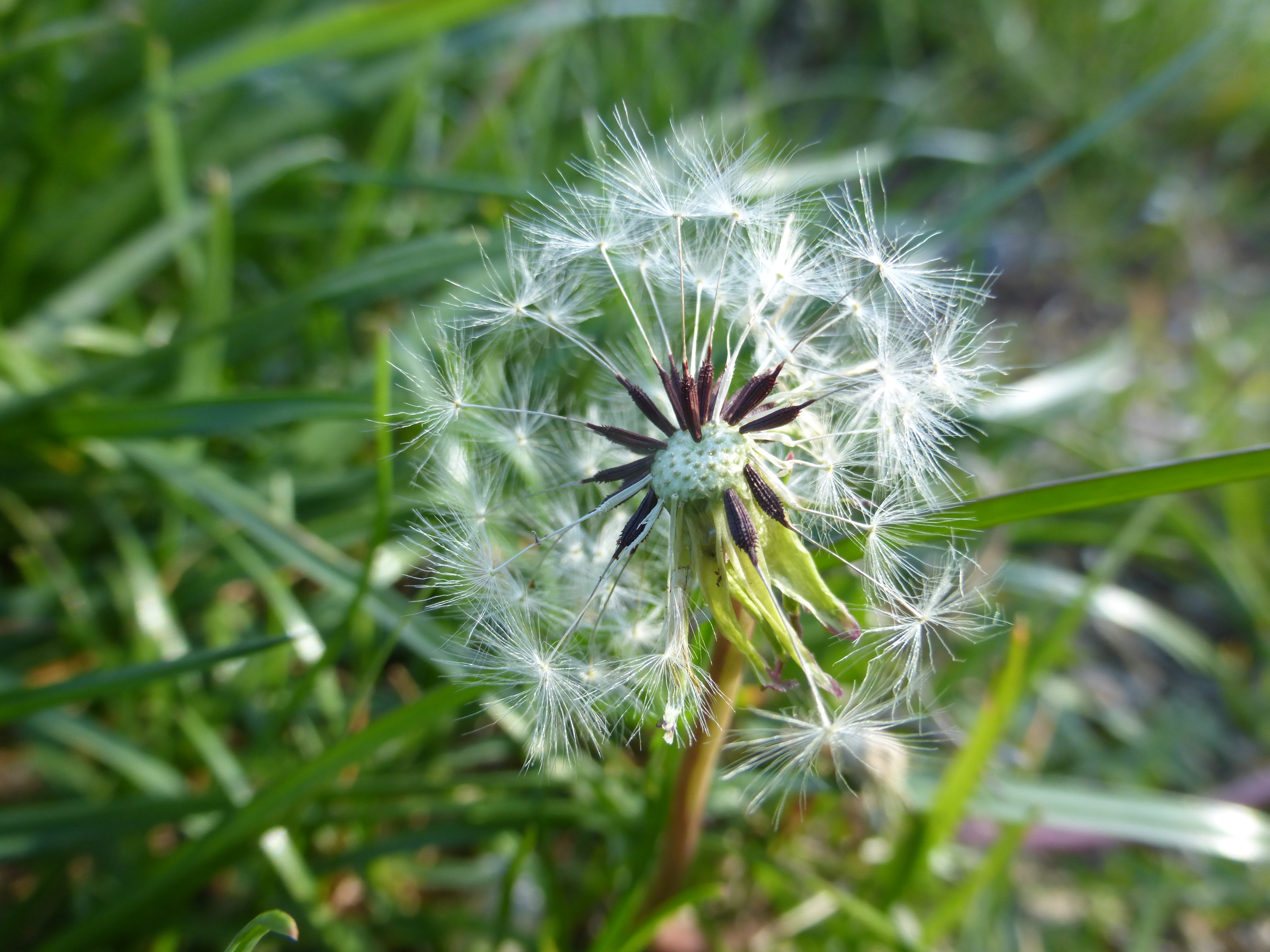
Fruchtstand mit den dunkelrotbraunen Achänen und Pappus

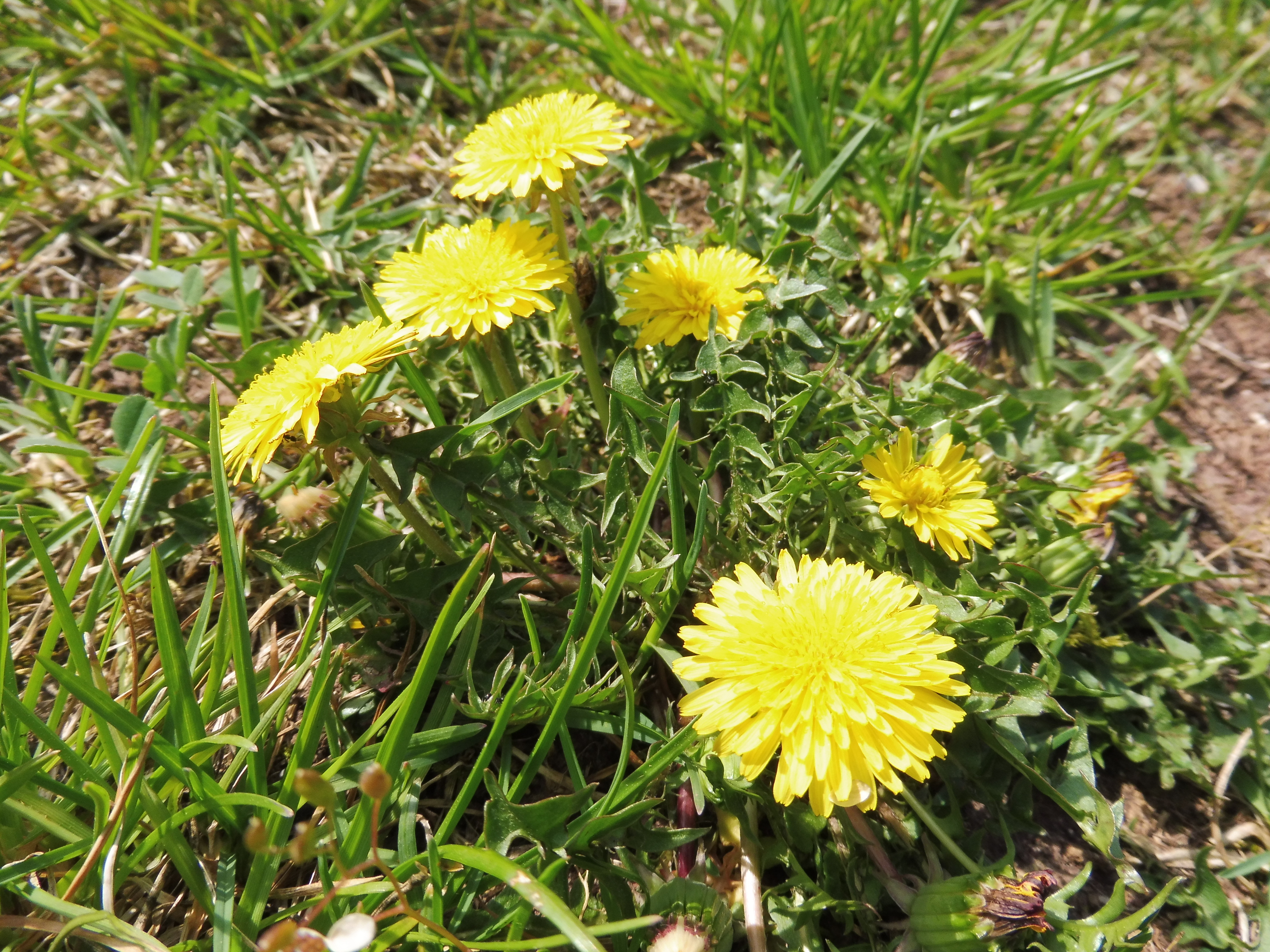
Habitus, Laubblätter und Blütenkörbe

### Vegetative Merkmale
Der Schlesische Löwenzahn wächst als meist zierliche, ausdauernde krautige Pflanze. Die zumeist niederliegenden, grundständigen Laubblätter sind in Blattstiel und Blattspreite gegliedert. Der relativ schmale Blattstiel ist rotviolett. Die hellgrüne Blattspreite ist gelappt. Der Endlappen ist etwa so lang wie breit, stumpf dreieckig und die Seitenlappen sind zungenförmig bis schmal dreieckig, gezähnt und meist stumpf.

### Generative Merkmale
Die Blütezeit reicht von Mitte bis Ende April, in warmen Jahren auch etwas früher. Die Blüten stehen in einem Blütenkorb zusammen. Die äußeren Hüllblätter sind eilanzettlich, meist abstehend, dunkelgrün und stark bereift, oft dunkelviolett, verdickt bis gehöckert (= Schwielen). Die Blüten sind hellgelb. Die Narbe ist bleifarben, ohne Pollen.
Ein wichtiges Unterscheidungsmerkmal bei Schwielen-Löwenzähnen sind die Achänen, diese sind bei Taraxacum parnassicum mehr oder weniger dunkelrotbraun.
Die Chromosomenzahl beträgt 2n = 24.

## Systematik
Die Erstbeschreibung von Taraxacum parnassicum erfolgte 1926 durch den schwedischen Botaniker Gustav Adolf Hugo Dahlstedt (1856–1934). Das Artepitheton parnassicum geht auf die griechischen Bergkette Monte Parnossous zurück. Über den korrekten wissenschaftlichen Namen herrschte lange Zeit Uneinigkeit. Früher nannte man die Pflanze Taraxacum silesiacum Dahlst. ex G.E.Haglund. Das Problem war entstanden, weil Pflanzen im Botanischen Garten nachgezüchtet wurden, die sowohl vom Monte Parnossous wie auch aus Schlesien stammten. Die Art aus Griechenland ist dann eingegangen, die Art aus Schlesien hatte überlebt. Prioritär ist dennoch der Name Taraxacum parnassicum. Ein weiteres Synonym für Taraxacum parnassicum Dahlst. ist Taraxacum badium Soest.
Die Pflanzenart Taraxacum parnassicum gehört zur Sektion der Schwielen-Löwenzähne (Taraxacum sect. Erythrosperma).

## Verbreitung

### Vorkommen in Deutschland
Der Schlesische Löwenzahn kommt zerstreut und streckenweise selten in ganz Deutschland vor. Etwas häufiger ist er im südlichen Gebiet Deutschlands im nördliches Bayern und Baden-Württemberg.

### Standortansprüche
Der Schlesische Löwenzahn wächst an trockenen Weg- und Straßenrändern, Schuttplätzen, Halb- und Trockenrasen sowie auf Felsköpfen.

## Artenschutz
Die Art bedarf wegen ihrer teilweisen Gefährdung und Seltenheit des Naturschutzes.